# Wassailing

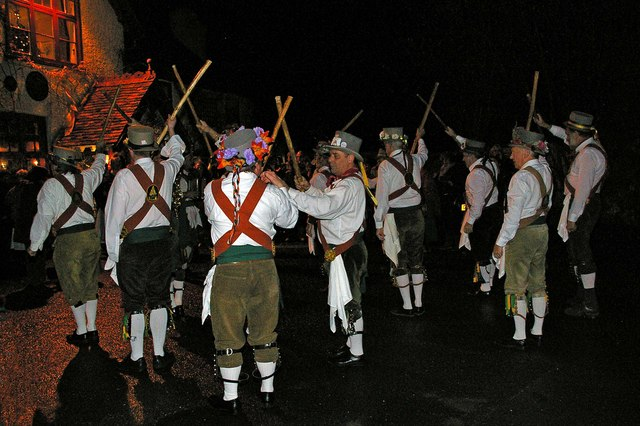
Un moderno wassailing

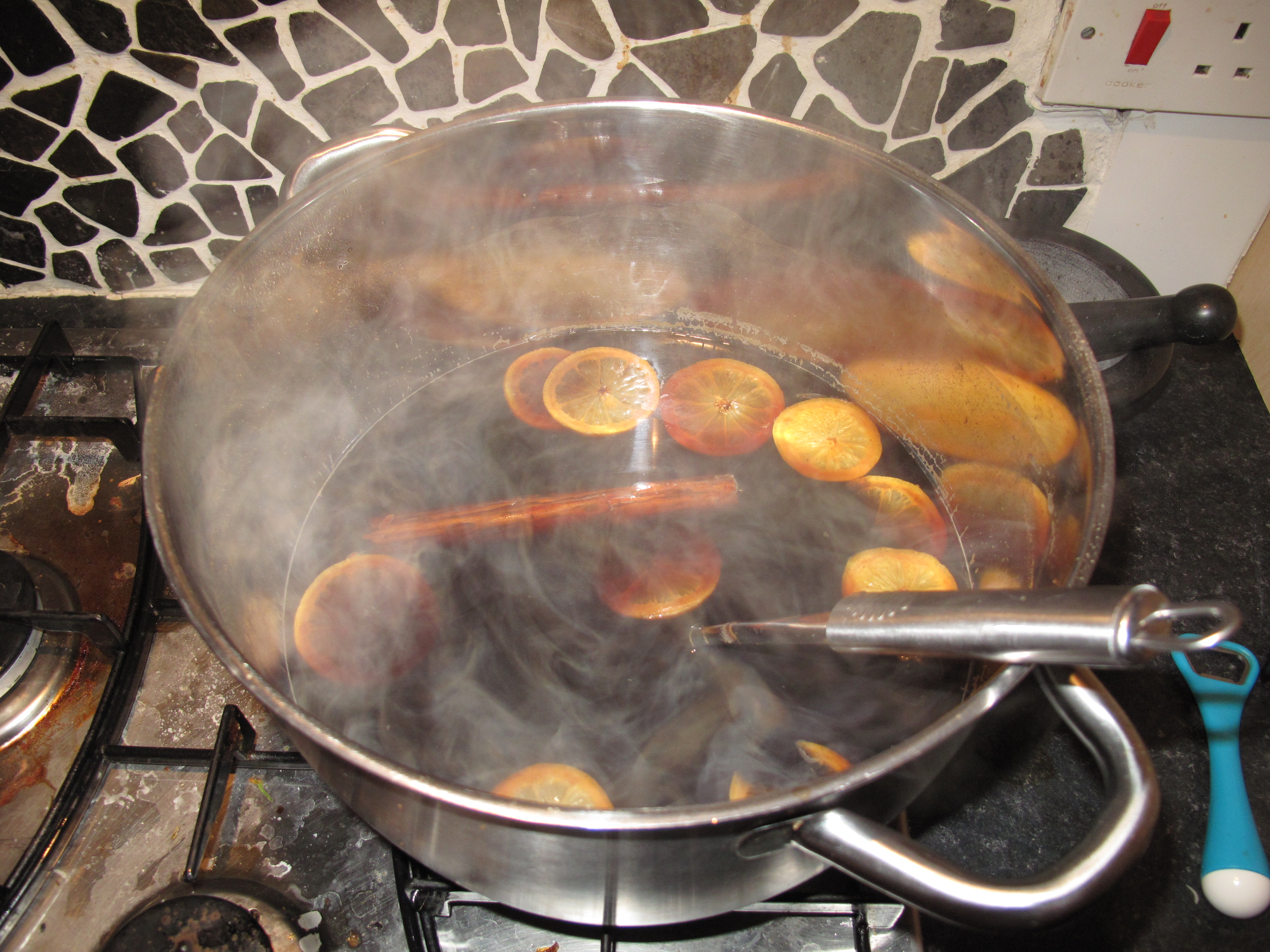
La coppa del wassail, da cui prende il nome la tradizione del wassailing

Il wassailing (anticamente: wasselling) è un'antica tradizione del folclore natalizio inglese che prende il nome dalla coppa del wassail (dall'ags. wæs hæl = "buona salute"), contenente una bevanda calda a base di birra o sidro con spezie e mele tostate. La tradizione conosce due varianti, una consistente nella benedizione degli alberi da frutto e degli animali da stalla con la coppa del wassail, l'altra consistente nel girare per le case con la coppa del wassail intonando canti natalizi.

## Forme di wassailing

### Benedizione con la coppa del wassail
La tradizione di benedire gli alberi da frutto e gli animali da stalla era sicuramente diffusa nel Devonshire, nello Herefordshire e in altre aree dell'Inghilterra sud-occidentale (West Country). Generalmente aveva luogo nella Dodicesima Notte (Vigilia dell'Epifania) oppure il 17 gennaio, data della "Vecchia Dodicesima Notte".
Questa tradizione è osservata già nel XVII secolo dal poeta Robert Herrick.
Nel Devon era diffusa la tradizione, secondo cui i contadini si radunavano, armi in spalla, attorno al melo più vecchio intonando i seguenti versi:
Eccoci da te, vecchio melo.

Che tu possa di nuovo germogliare, sbocciare

e portare di nuovo tanti frutti.

[...]
Al termine della benedizione, i contadini lasciavano le proprie armi nel frutteto e facevano ritorno alle proprie case, dove tradizione vuole che l'ingresso fosse loro precluso finché non avevano indovinato il tipo d'arrosto cucinato per loro dalle mogli.
Nella contea di Hampshire e, più precisamente, nelle aree meridionali della contea, si usava invece minacciare l'albero da frutto. Un giornale del Devonshire riferiva invece nel 1851 di spari rivolti agli alberi.

#### Ipotesi sulle origini
Si ipotizza che questa tradizione derivi dai sacrifici rivolti alla dea romana Pomona, la divinità protettrice degli alberi da frutta.

### Giro per le case con la coppa del wassail
In Inghilterra era inoltre usanza durante i Dodici Giorni di Natale che alcune ragazze, note come "ragazze del wassail" girassero per le case con una coppa del wassail intonando canti natalizi e benedicendo le abitazioni da loro visitate.
Questa tradizione è testimoniata già nel 1555, segnatamente nella cittadina di Henley, in cui, durante la Dodicesima Notte, dodici ragazze giravano per le case con le loro ciotole.
La tradizione è descritta anche nella poesia di George Wither A Christmas Carol (XVII secolo).
Questa tradizione scatenò anche delle lamentele, in quanto veniva considerato un modo per chiedere l'elemosina.
In seguito questa tradizione conobbe una trasformazione e la coppa del wassail fu via via sostituita da una scatola decorata con piante sempreverdi.

## Canti del wassailing
Alla tradizione del wassailing erano collegate vari canti.
Il più celebre canto natalizio di questo genere è Here We Come A-Wassailing, conosciuto anche come Here We Come A-Caroling o come The Wassail Song: risalente forse al XVII secolo, conobbe la sua diffusione soltanto nel XIX secolo.